# 22. Landwehr-Division (Deutsches Kaiserreich)
Die 22. Landwehr-Division war ein Großverband der Preußischen Armee im Ersten Weltkrieg.

## Gliederung

### Kriegsgliederung vom 1. April 1917
- 6. Landwehr-Infanterie-Brigade
  - Landsturm-Infanterie-Regiment Nr. 10
  - Landwehr-Infanterie-Regiment Nr. 34
  - Landwehr-Infanterie-Regiment Nr. 49
  - 1. Eskadron/Ulanen-Regiment „Graf zu Dohna“ (Ostpreußisches) Nr. 8
  - Feldartillerie-Regiment Nr. 219
  - Pionier-Bataillon Nr. 422

### Kriegsgliederung vom 27. Januar 1918
- 6. Landwehr-Infanterie-Brigade
  - Landsturm-Infanterie-Regiment Nr. 10
  - Landwehr-Infanterie-Regiment Nr. 34
  - Landwehr-Infanterie-Regiment Nr. 49
  - 1. Eskadron/Ulanen-Regiment „Graf zu Dohna“ (Ostpreußisches) Nr. 8
  - Feldartillerie-Regiment Nr. 219
  - Pionier-Bataillon Nr. 422
- Divisions-Nachrichten-Kommandeur Nr. 522

## Gefechtskalender
Die Division wurde am 26. März 1917 an der Ostfront zusammengestellt und kam hier bis über das Ende des Ersten Weltkriegs zum Einsatz.

### 1917
- 20. April bis 31. August --- Stellungskämpfe vor Riga
- 1. bis 5. September --- Schlacht um Riga
  - 3. September --- Einnahme des westlich der Düna gelegenen Teiles von Riga
- 6. bis 24. August --- Stellungskampf nördlich der Düna
- 1. Oktober bis 1. Dezember --- Kämpfe am oberen Styr-Stochod
- 2. bis 17. Dezember --- Waffenruhe
- ab 17. Dezember --- Waffenstillstand

### 1918
- bis 18. Februar --- Waffenstillstand
- 18. Februar bis 21. Juni --- Kämpfe zur Unterstützung der Ukraine
- 22. Juni bis 15. November --- Besetzung der Ukraine
- ab 16. November --- Räumung der Ukraine

### 1919
- bis 16. März --- Räumung der Ukraine

## Kommandeure
| Dienstgrad   | Name                            | Datum                             |
| ------------ | ------------------------------- | --------------------------------- |
| Generalmajor | Oskar Johann Karl Zanke         | 26. März 1917 bis 14. Januar 1918 |
| Generalmajor | Hermann Clemens Alexander Doerr | 15. Januar 1918 bis 12. März 1919 |